# Acered

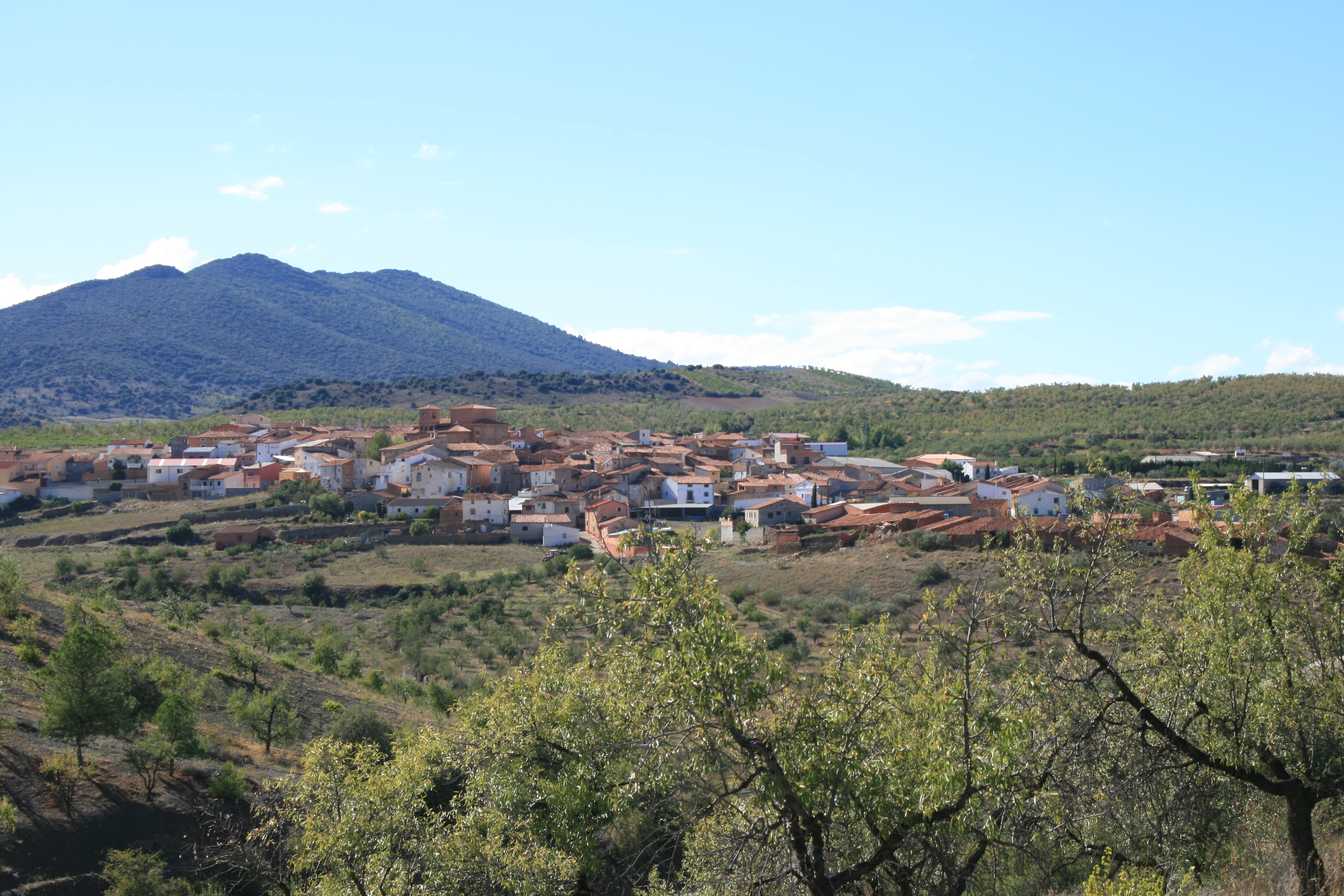

Acered (aragónul Aceret) település Spanyolországban,  Zaragoza tartományban. Acered Abanto, Alarba, Cubel, Fuentes de Jiloca, Montón és Castejón de Alarba községekkel határos. Lakosainak száma 141 fő (2024).

## Népesség
A település lakosságának változását az alábbi diagram mutatja:
| Lakosok száma | 267  | 236  | 204  | 169  | 243  | 220  | 171  | 166  | 138  | 141  |
|               | 2001 | 2004 | 2007 | 2009 | 2012 | 2014 | 2017 | 2019 | 2022 | 2024 |